# تیم رائوئه
تیم رائوئه (آلمانی: Tim Raue؛ زادهٔ ۳۱ مارس ۱۹۷۴) سرآشپز و رستوران‌دار اهل آلمان است. وی سرآشپز و مالک رستوران دوستارهٔ تیم رائوئه در برلین است.
او تحصیلات یا آموزش رسمی در زمینهٔ آشپزی ندارد و این هنر را با کارآموزی و دستیاری سرآشپزان دیگر آموخته‌است. در فصل سوم برنامهٔ شفز تیبل نتفلیکس یک قسمت به زندگی حرفه‌ای وی اختصاص داده شده‌است.